# Aimpoint AB
La Aimpoint AB è un'azienda svedese che produce mirini red dot.
Largamente impiegati dagli eserciti di tutto il mondo, tra cui quelli di Stati Uniti, Francia e Italia, i mirini Aimpoint sono attualmente in dotazione a diverse forze armate NATO.

## Modelli
Tra i numerosi modelli prodotti dalla Aimpoint, quelli che hanno ottenuto maggiore diffusione sono l'Aimpoint CompM2 e CompM4. Il primo è stato inoltre inserito nel kit SOPMOD.